# Football Club Aix-les-Bains rugby
Maillots
Actualités
Le Football club Aix-les-Bains rugby est un club de rugby à XV basé à Aix-les-Bains en Savoie.
Il évolue pour la saison 2022-2023 en Fédérale 3 et appartient à la Ligue régionale Auvergne-Rhône-Alpes de rugby.

## Historique

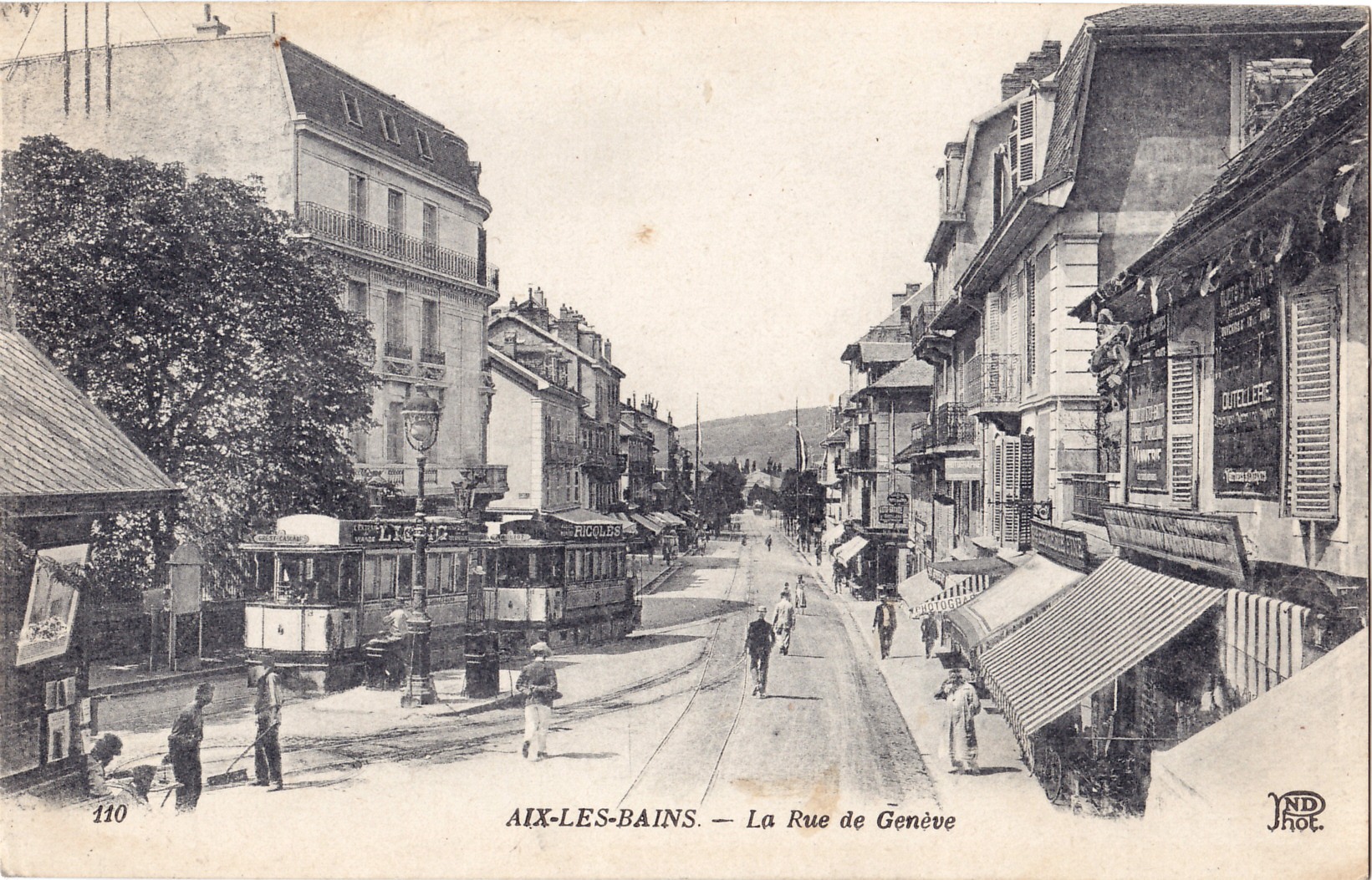
Aix-les-Bains au siècle dernier.

Le FCA est créé par un groupe d'étudiants en 1901 et a comme premier président Louis Rossignoli, le propriétaire de l'Hôtel Royal.
En 1953, le club est finaliste du championnat de France de 2e division.
Il est donc admis à disputer la saison suivante une poule d'accession pour accéder au championnat de France de premiere division 1954.
Devancé par le SC Albi et le TOEC, Aix-les-Bains doit rester en deuxième division.
Le club descend ensuite en troisième division dans les années 1960.
Dans les années 1980, il évolue dans le groupe B de la première division entre 1983 et 1988, année où le championnat est porté à 80 clubs groupés initialement en seize poules de cinq. Les deux premiers de chaque poule (soit 32 clubs) forment alors le groupe A et se disputent le Bouclier de Brennus. Les autres forment alors le groupe B et après une première phase de brassage, le club 3e de son groupe manque la montée dans l'élite du rugby français pour un point au profit du l'US Romans.
Alain Lorieux, transféré du FC Grenoble signe au club en 1985 et participe à la coupe du monde 1987, pendant laquelle il joue une demi-finale héroïque en inscrivant un essai en coin et initie par la suite l'essai anthologique de Serge Blanco qualifiant l'équipe de France pour la finale.
Rétrogradé en 1989, Aix-les-Bains joue ensuite en deuxième division jusqu'au milieu des années 1990.
Il se recentre alors sur la formation remportant notamment le titre de champion de France junior Balandrade en 1990.
En Avril 2018, le FC Aix termine la saison champion des Alpes Honneur, et de ce fait, joue depuis la saison 2018-2019 en Fédérale 3.

## Identité visuelle

### Couleurs et maillots
Les couleurs du club sont le jaune et le noir.

### Logo
En 2021, le club adopte un nouveau logo à l'occasion de ses 120 ans : parmi les références incluses, on y retrouve l'hippodrome d'Aix-les-Bains et la Dent du Chat.

Évolution du logo
Logo abandonné en 2021.
Logo depuis 2021.

## Palmarès
Les principaux titres obtenus par le club :
- Championnat de France de 2e division :
  - Finaliste : 1953
- Championnat de France Honneur :
  - Finaliste : 1950
- Champion des Alpes Honneur :
  - Champion (1) : 2018
  - Finaliste (1) : 2015
- Champion des Alpes réserve Honneur :
  - Champion (1) : 2017
- Championnat Sud Est féminin fédéral à sept :
  - Finaliste (2) : 2016, 2017
- Championnat de France junior Balandrade :
  - Champion : 1990
- Championnat des Alpes cadets :
  - Champion (1) : 2011
- Challenge Sud-Est cadets :
  - Finaliste (1) : 2011

## Personnalités du club
- Georges Brun, formé à Aix, il connait 14 sélections en équipe de France entre 1950 et 1953
- Gilbert Brunat
- Jacques Forestier, l'un des pionniers de la rhumatologie, médaillé d'argent aux Jeux olympiques de 1920, participe au Tournoi des Cinq Nations 1912
- Alain Lorieux, qui joue avec les Barbarians français et participe à la coupe du monde 1987, pendant laquelle il joue une demi-finale héroïque en inscrivant un essai en coin et initie par la suite l'essai anthologique de Serge Blanco.
- Marko Gazzotti, international français formé à Aix-les-Bains et évoluant à l'UBB, vainqueur du Championnat du monde junior en 2023 avec l'équipe de France des moins de 20 ans.